# Holy Cross
Holy Cross est une localité d'Alaska aux États-Unis, dans la Région de recensement de Yukon-Koyukuk. Au recensement de 2010 sa population était de 178 habitants.

## Situation - climat
Elle est située à l'intérieur des terres, sur la rive ouest du Ghost Creek Slough, à 64 km au nord-ouest d'Aniak, à 55 km d'Anvik et à 676 km au sud-ouest de Fairbanks
Les températures extrêmes sont de −52 °C en janvier à 34 °C en juillet.

## Histoire
Holy Cross a vu arriver les premiers européens en 1840, quand les explorateurs russes, menés par Lavrenti Zagoskine, y arrivèrent. Il y avait alors 170 habitants. Une mission catholique et une école y ont été établis en 1880 par le père jésuite Aloysius Robaut, la poste a ouvert en 1899. Le nom du village, qui était auparavant Anilukhtakpak puis Askhomute, est alors devenu Holy Cross, en rapport avec celui de la mission.
Dans les années 1930-1940, un bateau à vapeur apportait le courrier et les marchandises deux ou trois fois par an. L'église et les bâtiments de la mission ont été détruits en 1956 après que l'école ait cessé de fonctionner.
Actuellement les habitants pratiquent une économie de subsistance, à base de chasse de pêche et de culture maraîchère. La localité n'est pas reliée à d'autres par la route, uniquement par voie fluviale ou par petit avion.

## Démographie
| 1880 | 1890 | 1900 | 1910 | 1930 | 1940 | 1950 | 1960 |
| ---- | ---- | ---- | ---- | ---- | ---- | ---- | ---- |
| 30   | 131  | 135  | 231  | 337  | 226  | 157  | 256  |

| 1970 | 1980 | 1990 | 2000 | 2010 | - | - | - |
| ---- | ---- | ---- | ---- | ---- | - | - | - |
| 199  | 241  | 277  | 227  | 178  | - | - | - |